# Lista de deputados estaduais de Roraima da 7.ª legislatura
Esta é a lista de deputados estaduais de Roraima eleitos para a legislatura 2015–2019. Um total de 24 deputados foram eleitos.

## Composição das bancadas
| Partido | Líder                       | Bancada | Posição      |
| ------- | --------------------------- | ------- | ------------ |
| PRB     | Mecias de Jesus             | 3 / 24  | Independente |
| PMDB    | Marcelo Cabral              | 3 / 24  | Oposição     |
| PRP     | Francisco Mozart            | 2 / 24  | Independente |
| PSDC    | George Melo                 | 2 / 24  | Oposição     |
| PSL     | Jânio Xingu                 | 2 / 24  | Oposição     |
| PSDB    | Aurelina Medeiros           | 1 / 24  | Oposição     |
| PP      | Brito Bezerra               | 1 / 24  | Governo      |
| PDT     | Oleno Matos                 | 1 / 24  | Governo      |
| PV      | Valdenir da ACTA            | 1 / 24  | Independente |
| PSB     | Naldo da Loteria            | 1 / 24  | Governo      |
| PRTB    | Coronel Chagas              | 1 / 24  | Governo      |
| PSC     | Ângela Aguida Portella      | 1 / 24  | Oposição     |
| PROS    | Francisco Sales Guerra Neto | 1 / 24  | Independente |
| PEN     | Odilon Eduardo Filho        | 1 / 24  | Independente |
| PCdoB   | Soldado Sampaio             | 1 / 24  | Governo      |
| PPS     | Lenir Rodrigues             | 1 / 24  | Independente |
| PT      | Evangelista Siqueira        | 1 / 24  | Governo      |

## Deputados estaduais eleitos
| Número | Deputados estaduais eleitos | Partido | Votação | Percentual | Cidade onde nasceu   | Unidade federativa |
| 27234  | Jalser Renier               | PSDC    | 7.152   | 2,89%      | Boa Vista            | Roraima            |
| 10789  | Mecias de Jesus             | PRB     | 7.121   | 2,88%      | Graça Aranha         | Maranhão           |
| 45555  | Aurelina Medeiros           | PSDB    | 5.963   | 2,41%      | Morada Nova          | Ceará              |
| 11111  | Brito Bezerra               | PP      | 5.838   | 2,36%      | Milagres             | Ceará              |
| 15000  | Marcelo Cabral              | PMDB    | 5.610   | 2,27%      | Boa Vista            | Roraima            |
| 12222  | Oleno Matos                 | PDT     | 4,924   | 1,99%      | Teresina             | Piauí              |
| 15777  | Masamy Eda                  | PMDB    | 4.917   | 1,99%      | Boa Vista            | Roraima            |
| 17789  | Jânio Xingu                 | PSL     | 4.553   | 1,84%      | São Félix do Xingu   | Pará               |
| 43123  | Valdenir da ACTA            | PV      | 4.312   | 1,74%      | Fátima do Sul        | Mato Grosso do Sul |
| 40789  | Naldo da Loteria            | PSB     | 4.094   | 1,65%      | Pesqueira            | Pernambuco         |
| 15156  | Jorge Everton               | PMDB    | 4.005   | 1,62%      | Aracaju              | Sergipe            |
| 28028  | Coronel Chagas              | PRTB    | 3.882   | 1,57%      | Porto Xavier         | Rio Grande do Sul  |
| 20120  | Ângela Aguida Portella      | PSC     | 3.856   | 1,56%      | Caçador              | Santa Catarina     |
| 90188  | Francisco Sales Guerra Neto | PROS    | 5.832   | 2,46%      | Caracaraí            | Roraima            |
| 51111  | Odilon Eduardo Filho        | PEN     | 3.778   | 1,53%      | Ipaporanga           | Ceará              |
| 44456  | Francisco Mozart            | PRP     | 3.741   | 1,51%      | Fortaleza            | Ceará              |
| 27123  | George Melo                 | PSDC    | 3.639   | 1,47%      | Boa Vista            | Roraima            |
| 10111  | Gabriel Picanço             | PRB     | 3.592   | 1,45%      | Nhamundá             | Amazonas           |
| 65190  | Soldado Sampaio             | PCdoB   | 3.468   | 1,40%      | Pedreiras            | Maranhão           |
| 10234  | Izaias Maia                 | PRB     | 3.427   | 1,38%      | Manaus               | Amazonas           |
| 23456  | Lenir Rodrigues             | PPS     | 3.337   | 1,35%      | Boa Vista            | Roraima            |
| 17258  | Dhiego Coelho               | PSL     | 3.117   | 1,26%      | Boa Vista            | Roraima            |
| 44345  | Zé Galeto                   | PRP     | 2.760   | 1,11%      | Boa Vista            | Roraima            |
| 13456  | Evangelista Siqueira        | PT      | 2.156   | 0,87%      | Santa Luzia do Paruá | Maranhão           |